# Ensayara ramonella
Ensayara ramonella är en kräftdjursart som beskrevs av J. L. Barnard 1964. Ensayara ramonella ingår i släktet Ensayara och familjen Endevouridae. Inga underarter finns listade i Catalogue of Life.